# Mia Zschocke
Mia Zschocke (født 28. maj 1998 i Aschaffenburg, Tyskland) er en tysk håndboldspiller, der spiller for norske Storhamar HE i Eliteserien og Tysklands kvindehåndboldlandshold.
Hun fik debut på det tyske A-landshold den 29. september 2018, mod Rusland. Hun blev også udtaget til, landstræner Henk Groeners udvalgte trup ved VM i kvindehåndbold 2021 i Spanien. Hun deltog under EM 2018 i Frankrig.